# Hansjörg Schelle
Hansjörg Schelle (* 22. Oktober 1930 in Ravensburg; † 17. Januar 2018 in Biberach an der Riß) war ein deutscher Literaturwissenschaftler und Hochschullehrer.

## Leben und Wirken
Nach dem Abitur in Biberach studierte er in Tübingen. Er promovierte 1967 an der Universität Zürich. Von 1953 bis 1970 war er Co-Direktor des Wieland-Museums und des Wieland-Archivs in Biberach und hatte Positionen am Lycée Condorcet in Paris (1956–1957) und an der Universität Cincinnati (1966–1967) inne, bevor er 1967 als Assistenzprofessor für Germanistik an die Universität von Michigan wechselte. 1973 wurde er zum außerordentlichen Professor und 1980 zum Professor befördert.

## Schriften (Auswahl)
- Der Biberacher Wieland. Biberach 1960
- Ernst Jüngers „Marmor-Klippen“. Eine kritische Interpretation. Leiden 1970.
- Hrsg.: Christoph Martin Wieland. Nordamerikanische Forschungsbeiträge zur 250. Wiederkehr seines Geburtstages 1983. Tübingen 1984, ISBN 3-484-10469-4.